# Checkmate (ballet)
 (février 2024).
Si vous disposez d'ouvrages ou d'articles de référence ou si vous connaissez des sites web de qualité traitant du thème abordé ici, merci de compléter l'article en donnant les références utiles à sa vérifiabilité et en les liant à la section « Notes et références ».

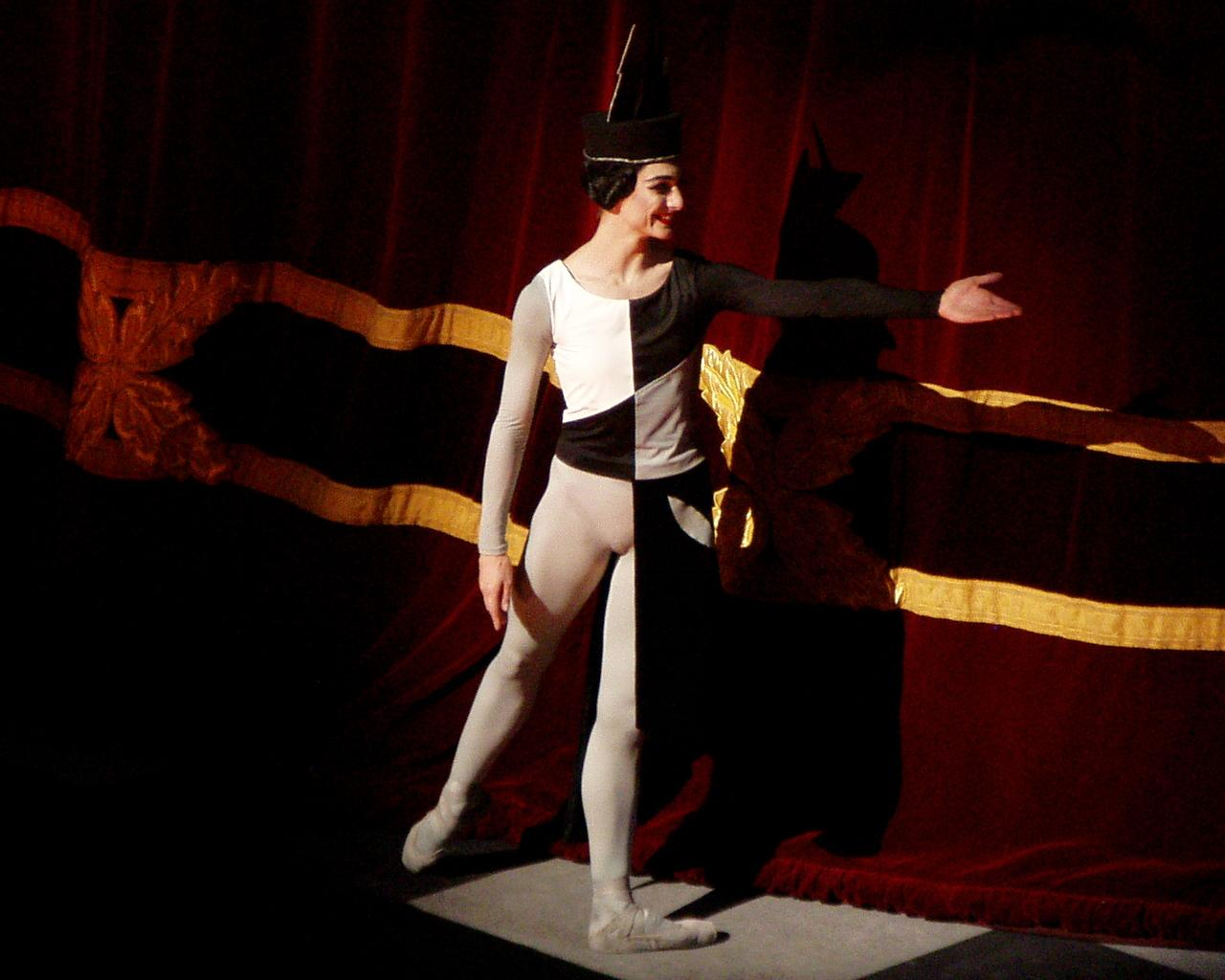
Zenaida Yanowsky dans le rôle de la Reine noire, Royal Opera House, 8 juin 2007.

Checkmate (Échec et mat) est une musique pour ballet écrite par le compositeur britannique Arthur Bliss (1891-1975) en 1936-1937 sur une chorégraphie de Ninette de Valois.

## Historique
Le compositeur s'est intéressé dès la fin de la Première Guerre mondiale aux ballets, stimulé par les représentations des Ballets russes, avec Serge de Diaghilev, à Londres. Bliss a écrit près de 10 partitions pour la danse, sans compter quelques intermèdes musicaux pour des pièces de théâtre, Checkmate restant l'une de ses œuvres les plus abouties.
La création a lieu au théâtre des Champs-Élysées le 15 juin 1937 avec l'orchestre des concerts Lamoureux sous la direction de Constant Lambert. Parmi les danseurs sur scène, on peut citer Margot Fonteyn. Une suite, écourtée, pour orchestre a été publiée peu après, ainsi qu'une réduction pour piano.
Le ballet met en scène une partie d'échecs opposant les blancs (en fait les rouges pour des raisons esthétiques), symbolisant l'Amour, et les noirs, symbolisant la Mort. Le prologue présente les deux protagonistes et la partie se termine par la défaite des noirs.

## Programme du ballet
L'œuvre comprend 12 parties et son exécution demande un peu moins d'une heure.
- Prologue – Les joueurs : moderato maestoso
- Danse des pions rouges : Allegro spirito scherzando
- Danse des quatre cavaliers : Allegro moderato sempre robustamente
- Entrée de la reine noire : L'istesso tempo
- Mazurka du cavalier rouge : Moderato giojamente
- Cérémonie du fou rouge : Largamente (misticamente)
- Entrée des tours rouges : Allegro molto deciso
- Entrée du roi et de la reine rouge : Grave
- L'attaque : Allegro impetuoso e brillante
- Le duel : Maestoso moderato e molto appassionato
- Danse de la reine noire : Allegretto dispettoso
- Finale – Echec et mat : Andante poco sostenuto – Allegro vivace e feroce